# Саппемер
Саппемер (нід. Sappemeer, нід. вимова: [sɑpəˈmeːr]) — місто в нідерландській провінції Гронінген. До 1949 року мало статус окремого муніципалітету, після чого було об'єднано з містом Гогезанд. А на початку 2018 року об'єднаний муніципалітет увійшов до складу новствореного муніципалітету Мідден-Гронінген.
Його площа становить 13,31км², а населення станом на 2021 рік складало 8 085 осіб.

## Визначні уродженці
- Алетта Якобс (1854 — 1929) — нідерландська лікарка, феміністка, антивоєнна активістка та редакторка.

## Галерея

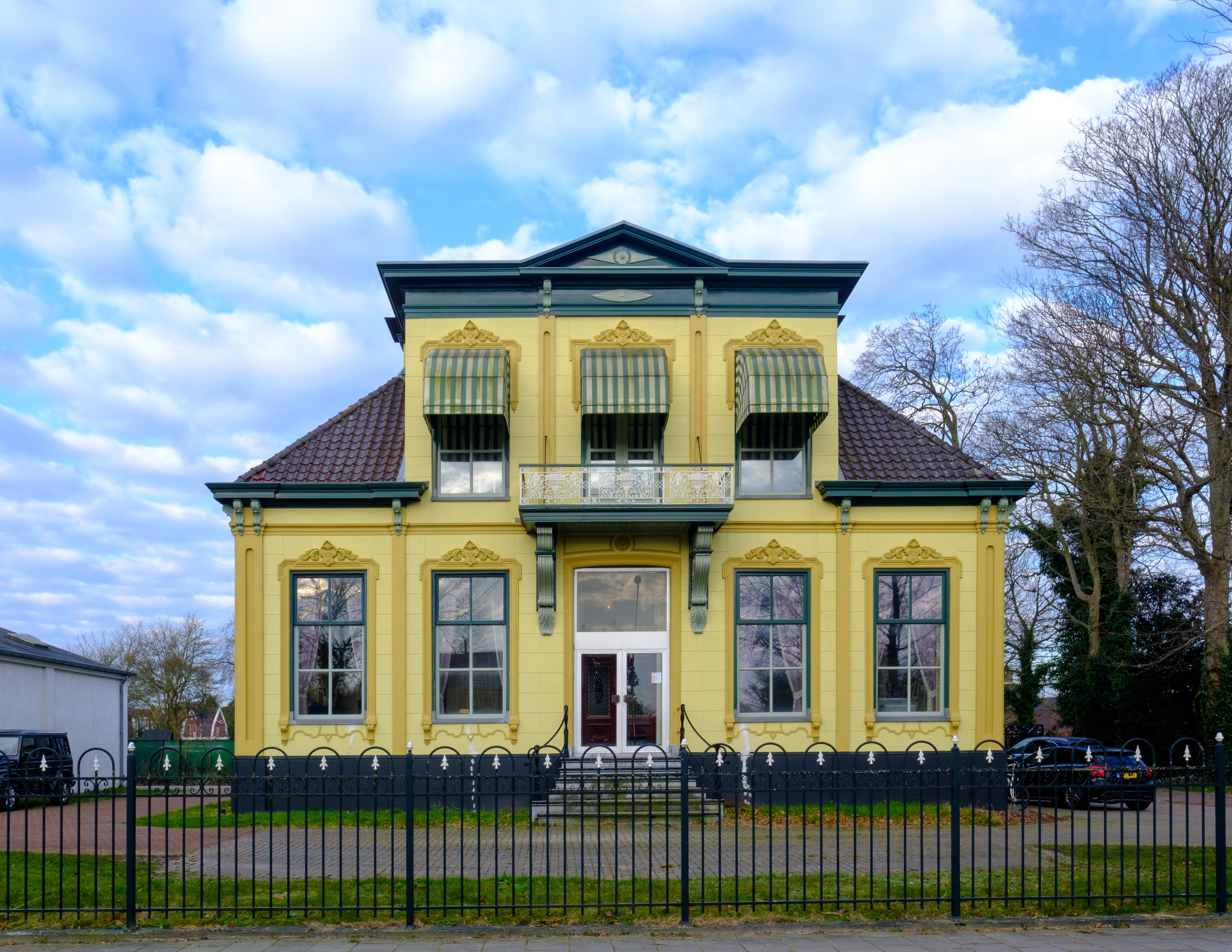
Вілла в Саппемері
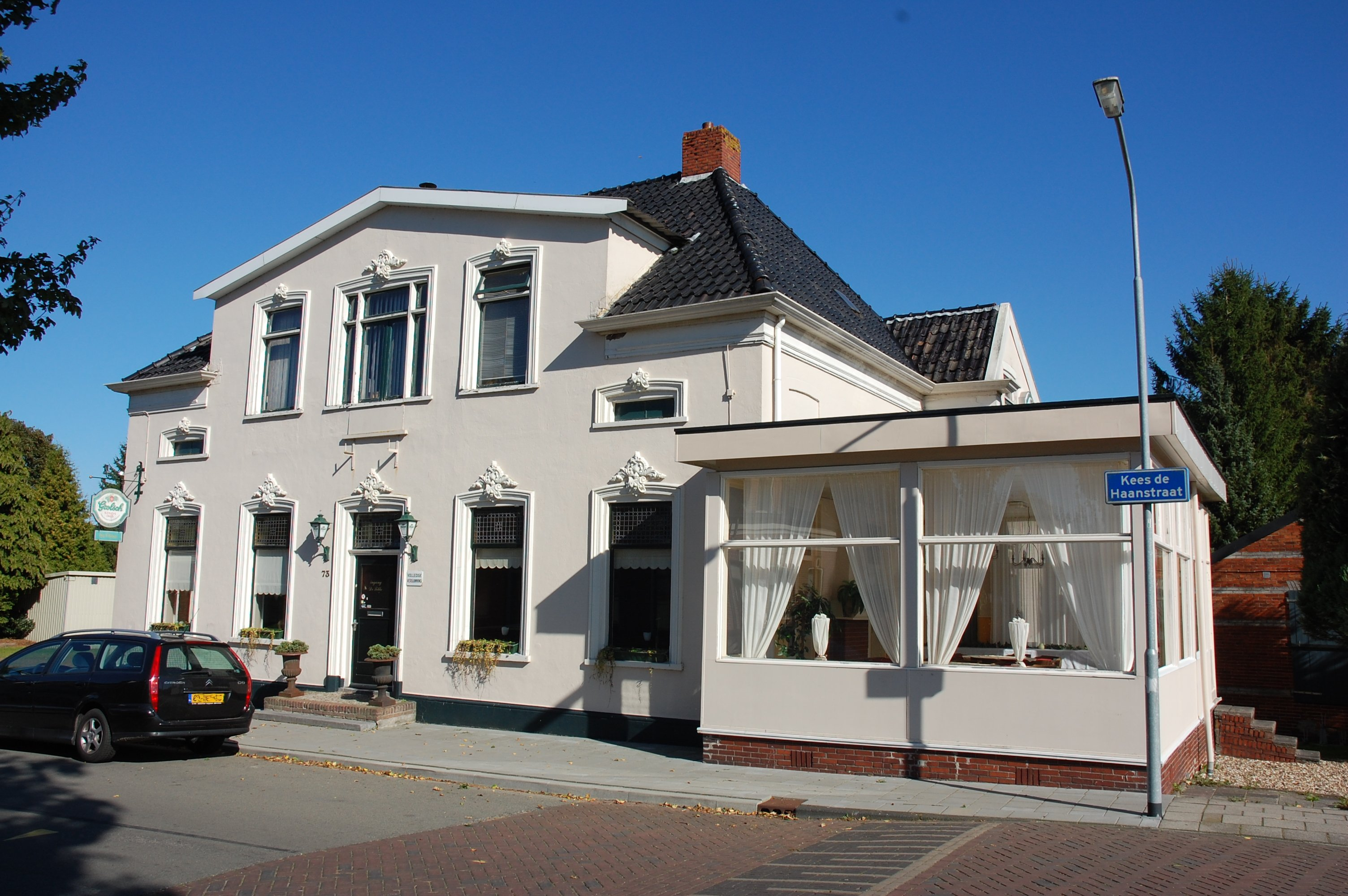
Паб у Саппемері
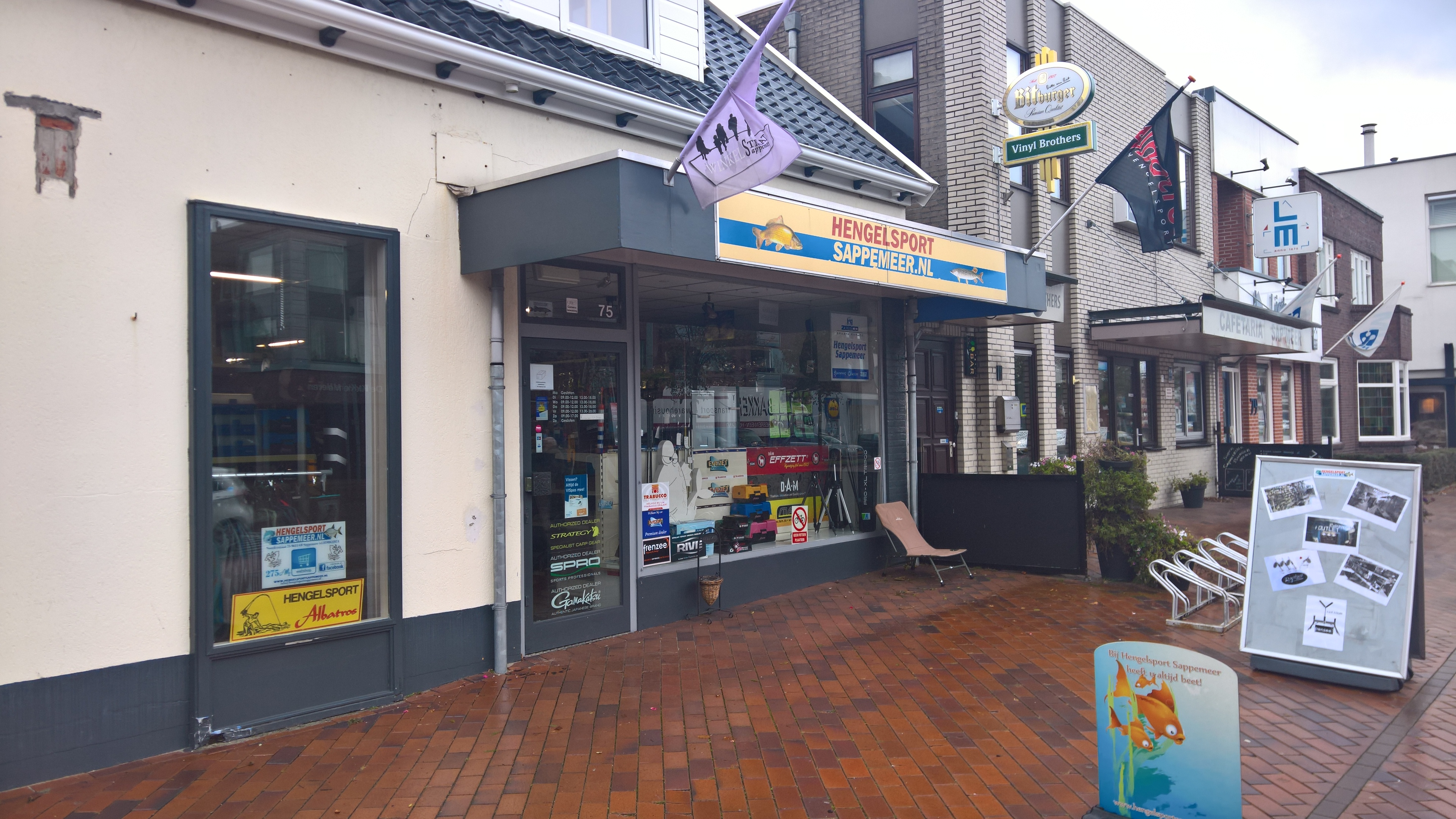
Магазини міста
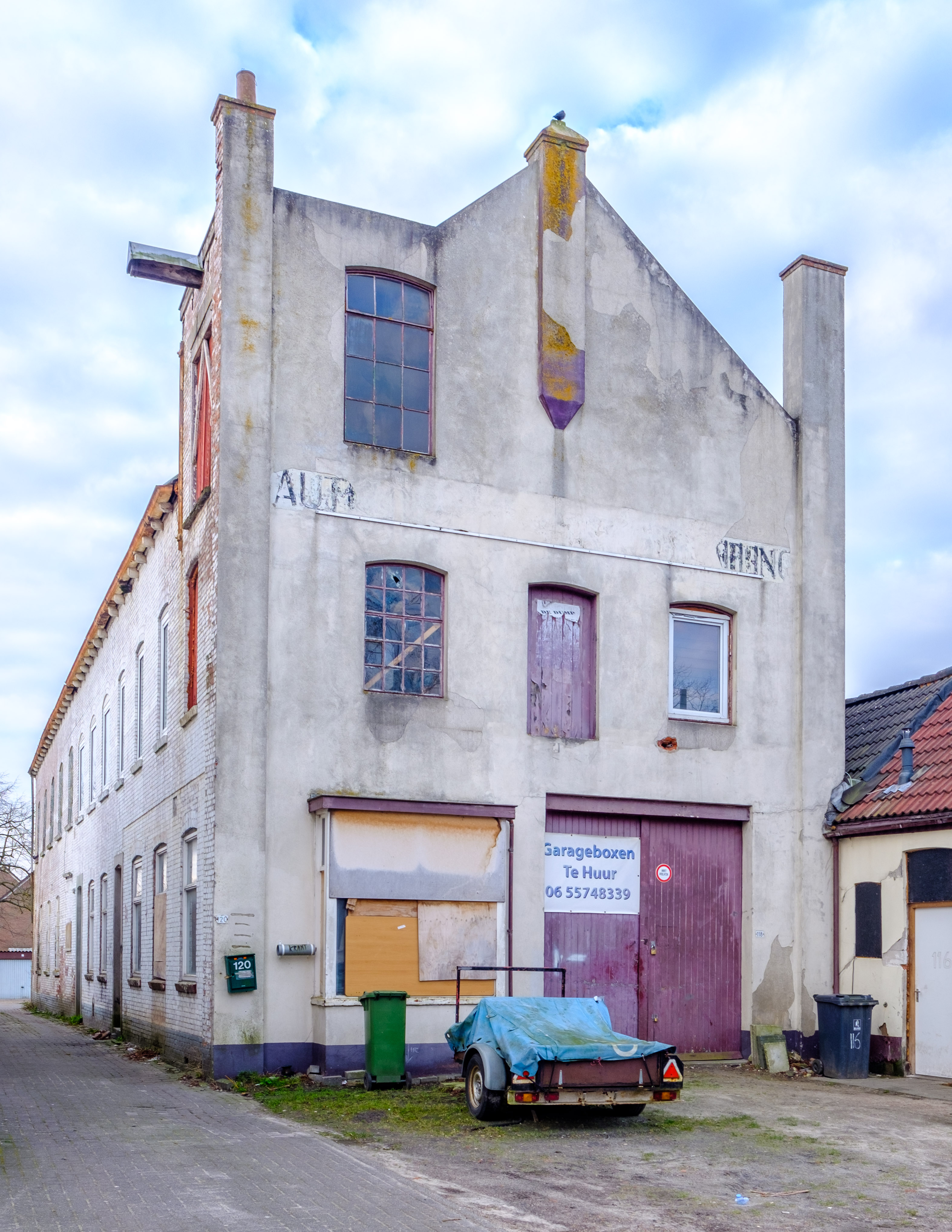
Будівля колишньої фабрики